# Peuplier d'Italie
Populus nigra var. italica, Populus nigra 'Italica'
Variété
Synonymes
- Populus italica (Du Roi) Moench

Le Peuplier d'Italie, Populus nigra var. italica, est une variété de plantes à fleurs de la famille des Salicacées. Cet arbre qui est une variante à port érigé du Peuplier noir est parfois considéré plus simplement comme étant un cultivar de ce dernier, Populus nigra 'Italica'. 

## Description

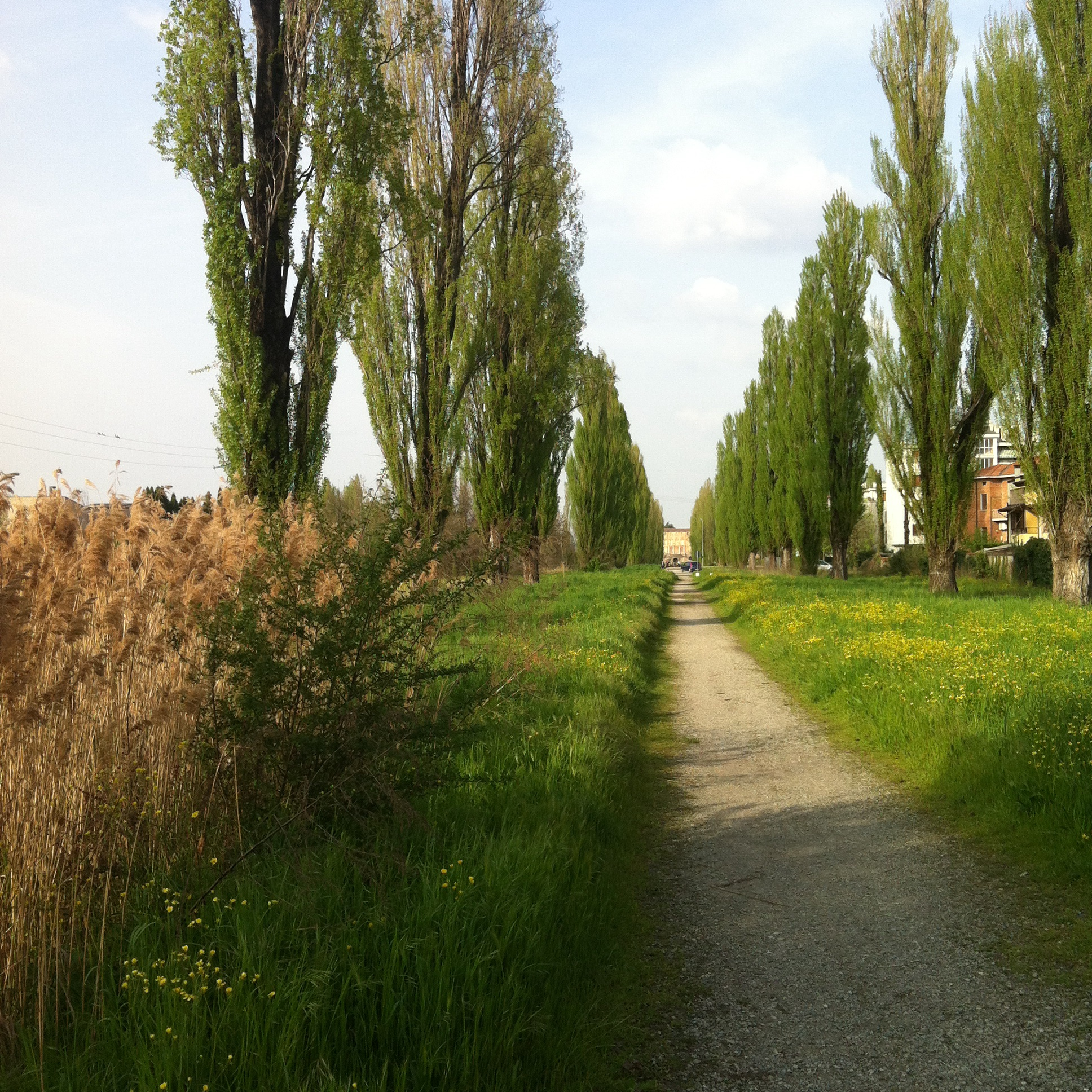
Plantation d'alignement.
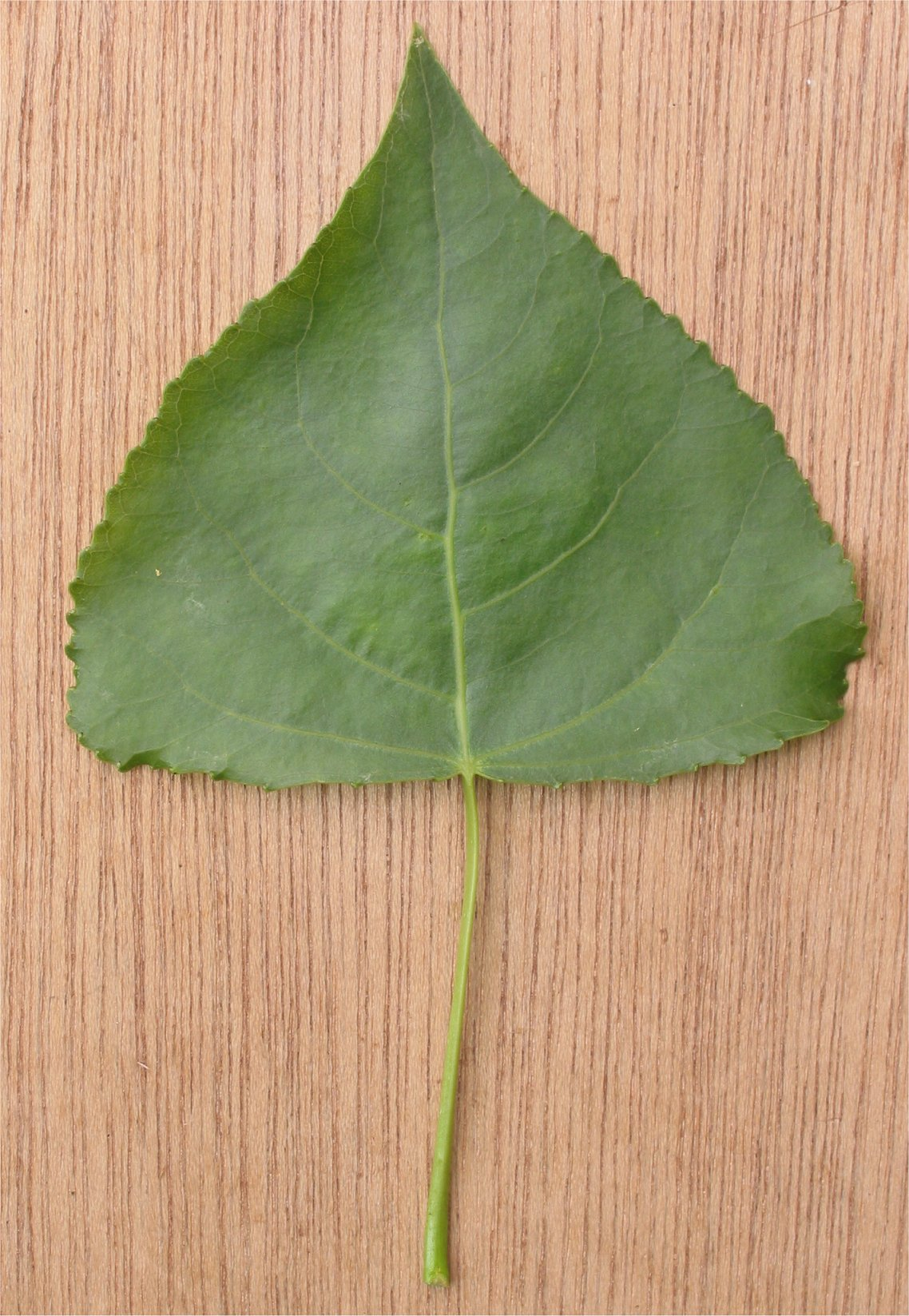
Une feuille verte.
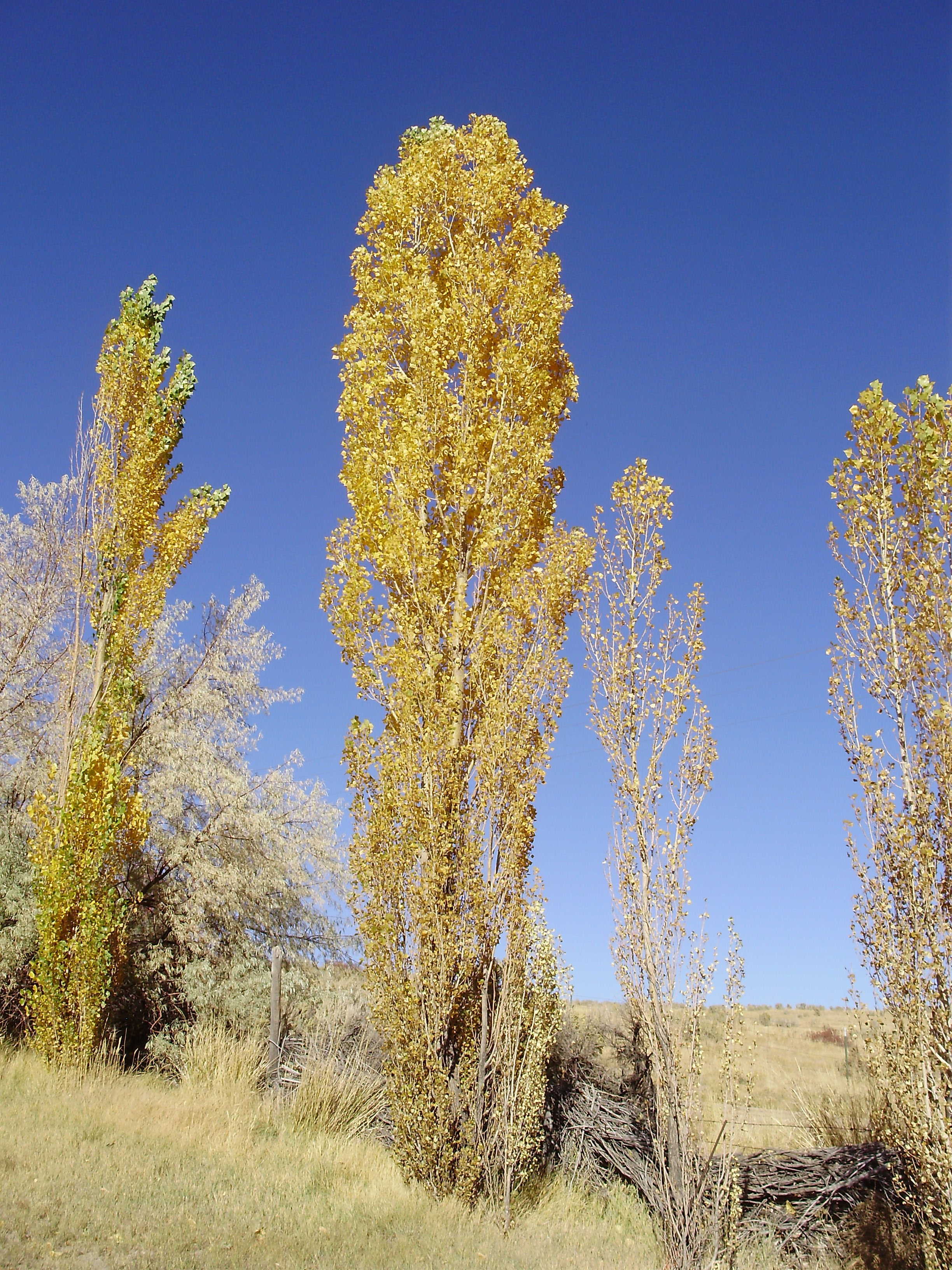
Teintes d'automne.
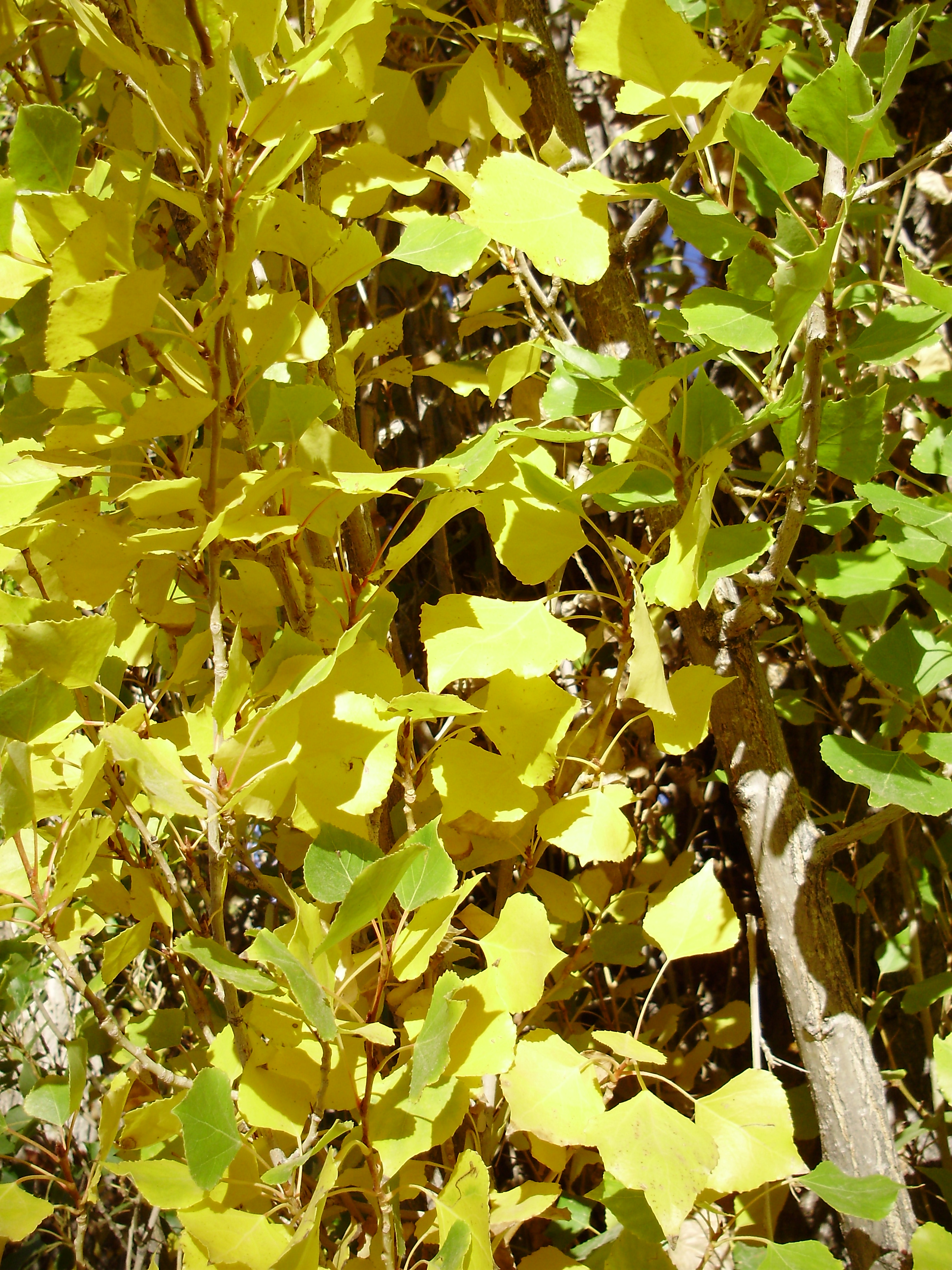
Détail du feuillage automnal.
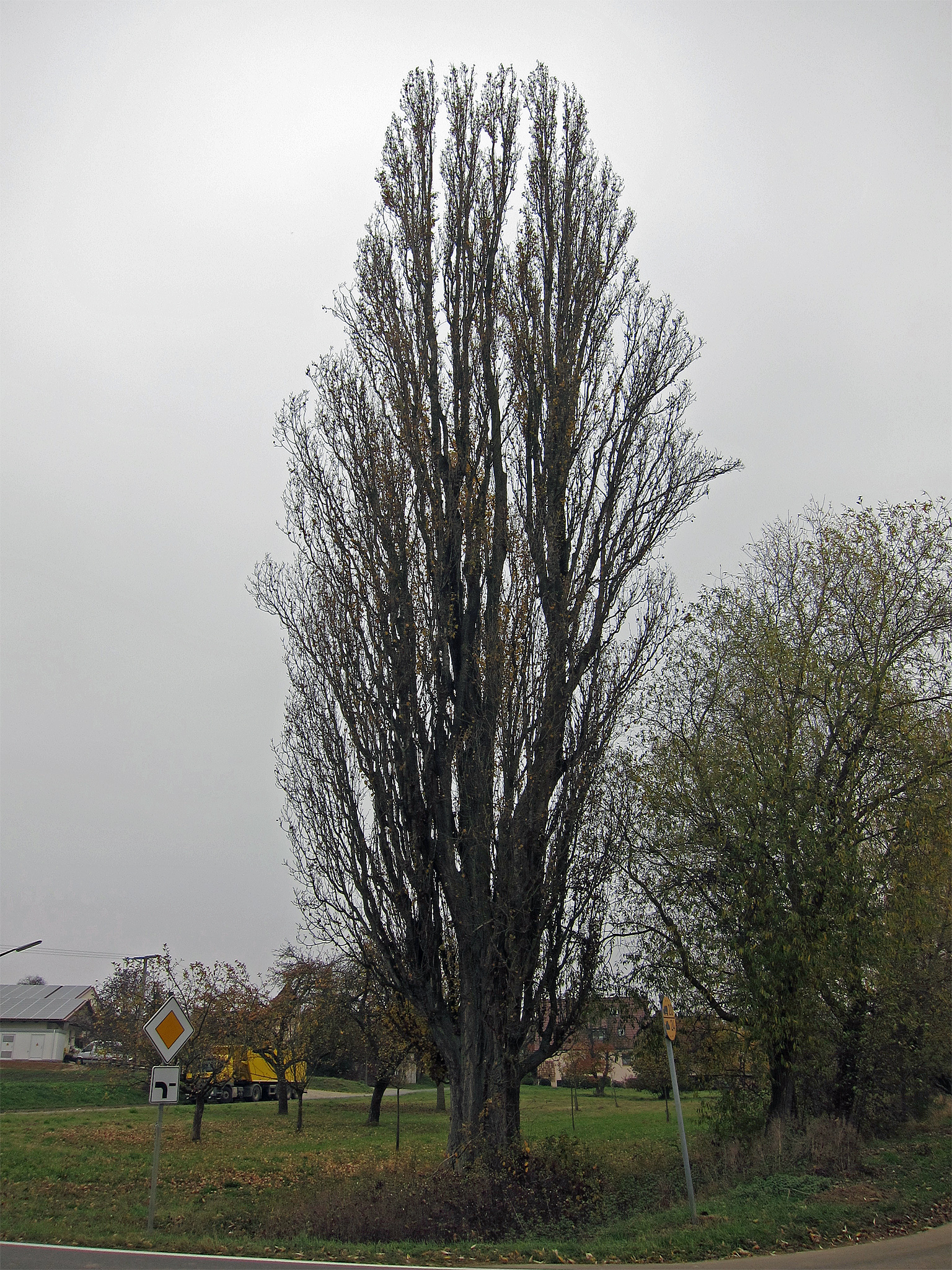
Arbre dénudé en hiver.
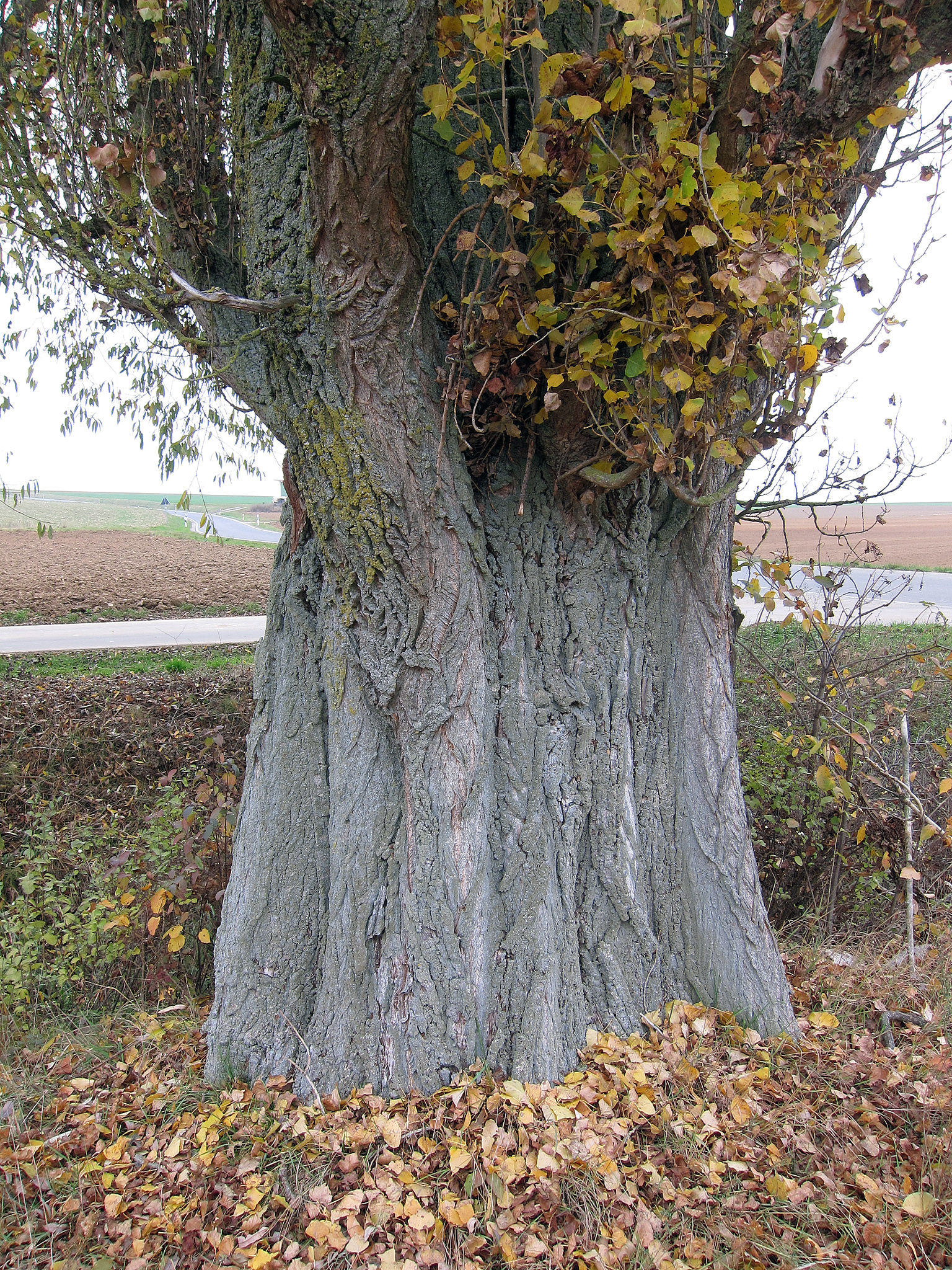
Base d'un sujet âgé.

Ce peuplier pousse sur des terres pauvres et humides, rarement au-dessus de 600 mètres d'altitude. C'est un arbre à croissance rapide. Il peut souvent atteindre jusqu'à 30 mètres de hauteur. Le peuplier d'Italie a une forme facilement reconnaissable, en forme de flamme. Il a une espérance de vie pouvant aller jusqu'à 150 ans,. Cet arbre a la particularité de se vider de l'intérieur en vieillissant, son tronc devenant de plus en plus cannelé, les sommets des cannelures correspondent directement aux racines remontées qui le stabilisent, ces angles surélevés à la jonction tronc-racines sont ses talons d'Achille, car s'il y a blessure (souvent dues aux tondeuses), l'arbre peut ne pas parvenir à cicatriser et manquer de stabilisation, le fait qu'ils s'évident naturellement leur offre une rigidité accrue face aux vents. Il peut vivre vieux sans présenter de danger particulier car ses branches sont courtes et rapprochées du tronc (port fastigié). Il arrive toutefois que sa cime commence à se dessécher assez rapidement.
Il a la particularité comme souvent chez les peupliers de pouvoir générer de nouveaux individus de par ses racines. Il est aussi capable comme souvent chez les saules et peupliers de générer des racines à partir d'une branche enfoncée en terre humide (bouturage) 
Il supporte des climats froids, dont au Québec, sans toutefois pouvoir s'y reproduire.

### Caractères  diagnostiques
Houppier ample, irrégulier, avec de grosses (aspect buissonnant);

L'écorce jeune est lisse, mince, grisâtre, devenant vite rugueuse, noirâtre et fissurée en long ;

Jeunes rameaux glabres, ronds ou légèrement anguleux ;

Bourgeons petits, glabres, visqueux, souvent appliqués ;

Feuilles triangulaires à losangiques ou en coin à la base, denticulées, vertes et glabres sur les deux faces, visqueuses au débourrement ; pétiole court, aplati ;

Chatons pendants : les mâles sessiles, rouge violacé, les femelles pédonculées, vert jaunâtre ;

Capsules ovoïdes en chapelets, à graines cotonneuses.

## Aspects culturels
Le peuplier d’Italie a été introduit en France vers 1750, et cet arbre jouit alors immédiatement d’une immense popularité. Son port droit, pyramidal, se prête aussi bien à la formation de bouquets que d’alignements, ces éléments de composition étant alors très en vogue dans les grands jardins à la française. On en plante bientôt des centaines dans tous les grands jardins classiques, à tel point que l’abbé Rozier, dans son Dictionnaire d’agriculture, invente en 1786 le terme de « peuplomanie », écrivant : « C’était une manie, une fureur qui fit établir des pépinières dans presque toutes les provinces ».
Cette passion s’éteint après une trentaine d’années, mais l’arbre reste néanmoins très populaire, illustrant longtemps encore la simplicité pastorale, le bonheur champêtre et les charmes de l’Italie (Virgile célèbre déjà cet arbre dans ses Géorgiques, traduits en 1769 par l’abbé Delisle), puis devient l’arbre de la tendre douleur avec la célèbre Île des Peupliers abritant le tombeau de Jean-Jacques Rousseau à Ermenonville, enfin, dès la Révolution, il devient l’arbre du peuple et arbre de la liberté.